# Bescheidungsurteil
Das Bescheidungsurteil ist im deutschen Verwaltungsprozessrecht ein mögliches Urteil auf die Verpflichtungsklage.
Ein Verpflichtungsurteil ist dem Verwaltungsgericht gemäß § 113 Abs. 5 Satz 1 VwGO nur möglich, wenn der Kläger durch die Ablehnung oder das Unterlassen des Verwaltungsaktes in seinen Rechten verletzt wird und die Spruchreife der Sache gegeben ist. Andernfalls spricht das Gericht gemäß § 113 Abs. 5 Satz 2 VwGO mit dem Bescheidungsurteil die Verpflichtung aus, den Kläger unter Beachtung der Rechtsauffassung des Gerichts zu bescheiden.
Dies ist insbesondere dann der Fall, wenn auf den begehrten Verwaltungsakt kein Anspruch besteht, sondern nur ein Anspruch auf eine ermessensfehlerfreie Entscheidung. Eine solche ist grundsätzlich von der Verwaltung selbst vorzunehmen, es sei denn, es besteht eine Ermessensreduzierung auf Null. Ähnliches gilt dann, wenn das Gericht den Beurteilungsspielraum der Verwaltung zu beachten hat.